# Vince Williams Jr.
Vincent Terrill «Vince» Williams Jr. (Toledo, Ohio, 30 de agosto de 2000) es un jugador de baloncesto estadounidense que pertenece a la plantilla de los Memphis Grizzlies de la NBA. Con 1,93 metros de estatura, juega en la posición de escolta o alero.

## Trayectoria deportiva

### Universidad
Jugó cuatro temporadas con los Rams de la Universidad de la Mancomunidad de Virginia, en las que promedió 8,6 puntos, 4,4 rebotes, 1,9 asistencias y 1,2 robos de balón por partido. En su temporada júnior se ganó un puesto en el quinteto inicial, y promedió 10,6 puntos, 5,2 rebotes y 2,2 asistencias por partido, siendo incluido en el tercer mejor quinteto de la Atlantic 10 Conference.
Se convirtió en el líder del equipo en su temporada sénior con la salida de Bones Hyland. En ese último año promedió 14,1 puntos, seis rebotes y tres asistencias por partido, y fue incluido en el primer equipo All-Atlantic 10. Se declaró elegible para el draft de la NBA y optó por renunciar a su elegibilidad universitaria restante.

#### Estadísticas
| Año     | Equipo | PJ  | PT | MPP  | %TC  | %3P  | %TL  | RPP | APP | ROB | TPP | PPP  |
| ------- | ------ | --- | -- | ---- | ---- | ---- | ---- | --- | --- | --- | --- | ---- |
| 2018–19 | VCU    | 33  | 0  | 15.5 | .459 | .240 | .688 | 3.3 | 1.0 | 1.0 | .4  | 4.9  |
| 2019–20 | VCU    | 21  | 3  | 16.4 | .342 | .200 | .806 | 2.8 | 1.0 | 1.0 | .4  | 4.2  |
| 2020–21 | VCU    | 26  | 22 | 28.6 | .414 | .413 | .793 | 5.2 | 2.2 | 1.0 | .2  | 10.6 |
| 2021–22 | VCU    | 30  | 29 | 32.4 | .477 | .387 | .814 | 6.0 | 3.0 | 1.6 | 1.1 | 14.1 |
| Total   | Total  | 110 | 54 | 23.4 | .440 | .367 | .773 | 4.4 | 1.9 | 1.2 | .5  | 8.6  |

### Profesional
Fue elegido en la cuadragésimo séptima posición del Draft de la NBA de 2022 por los Memphis Grizzlies. El 2 de julio de 2022 firmó un contrato dual con los Grizzlies y su filial en la G League, los Memphis Hustle.
Durante su segunda temporada, el 10 de enero de 2024, renueva por tres años más con los Grizzlies.

## Estadísticas de su carrera en la NBA

### Temporada regular
| Año     | Equipo  | PJ | PT | MPP  | %TC  | %3P  | %TL   | RPP | APP | ROB | TPP | PPP  |
| ------- | ------- | -- | -- | ---- | ---- | ---- | ----- | --- | --- | --- | --- | ---- |
| 2022-23 | Memphis | 15 | 1  | 7.0  | .300 | .143 | 1.000 | 1.0 | .3  | .4  | .1  | 2.0  |
| 2023-24 | Memphis | 52 | 33 | 27.6 | .446 | .378 | .800  | 5.6 | 3.4 | .9  | .7  | 10.0 |
| 2024-25 | Memphis | 27 | 5  | 18.5 | .401 | .274 | .792  | 3.6 | 2.0 | .4  | .3  | 6.6  |
| Total   | Total   | 94 | 39 | 21.7 | .423 | .328 | .801  | 4.3 | 2.5 | .7  | .5  | 7.8  |

### Playoffs
| Año   | Equipo  | PJ | PT | MPP  | %TC  | %3P  | %TL   | RPP | APP | ROB | TPP | PPP |
| ----- | ------- | -- | -- | ---- | ---- | ---- | ----- | --- | --- | --- | --- | --- |
| 2025  | Memphis | 3  | 0  | 12.7 | .571 | .571 | 1.000 | 2.3 | 1.3 | .7  | .3  | 4.7 |
| Total | Total   | 3  | 0  | 12.7 | .571 | .571 | 1.000 | 2.3 | 1.3 | .7  | .3  | 4.7 |